# João Goulart
João Belchior Marques Goulart, populärt även Jango, född 1 mars 1918 i São Borja, Rio Grande do Sul, död 6 december 1976 i Mercedes, Argentina, var en brasiliansk politiker och Brasiliens 24:e president 1961–1964.

## Biografi
Goulart anslöt sig 1945 till president Vargas arbetarparti, Partido Trabalhista Brasileiro (PTB), och skaffade sig som fackföreningsledare en nyckelposition. Han efterträdde Getúlio Vargas som partiledare 1954 och valdes till vicepresident 1956.
När Jânio Quadros valdes till president 1961 omvaldes Goulart till vicepresident och efterträdde Quadros samma år. Då hans radikala politik oroade militären och konservativa grupper beskars presidentämbetets makt, men Goulart lyckades återvinna sina befogenheter i januari 1963.
Sedan han framlagt ytterligare radikala reformförslag utlöstes en statskupp 1964 och Goulart gick i exil i Uruguay.